# Спољашњи крикоаритеноидни мишић
Спољашњи крикоаритеноидни мишић (лат. musculus cricoarytenoideus lateralis) је парни мишић гркљана, који се налази иза плоче његове тироидне хрскавице. Припаја се на задњем делу лука крикоидне хрскавице и на спољашњој страни мишићног наставка аритеноидне хрскавице гркљана.
Мишић је инервисан преко доњег гркљанског нерва, који се одваја од вагусног живца. Дејство му се огледа у обртању аритеноидне хрскавице ка унутра и приближавању гласних жица, што доводи до сужавања тзв. међугласничке пукотине (простора између гласних жица). По свом дејству овај мишић је антагониста задњем крикоаритеноидном мишићу.